# Looperskapelle

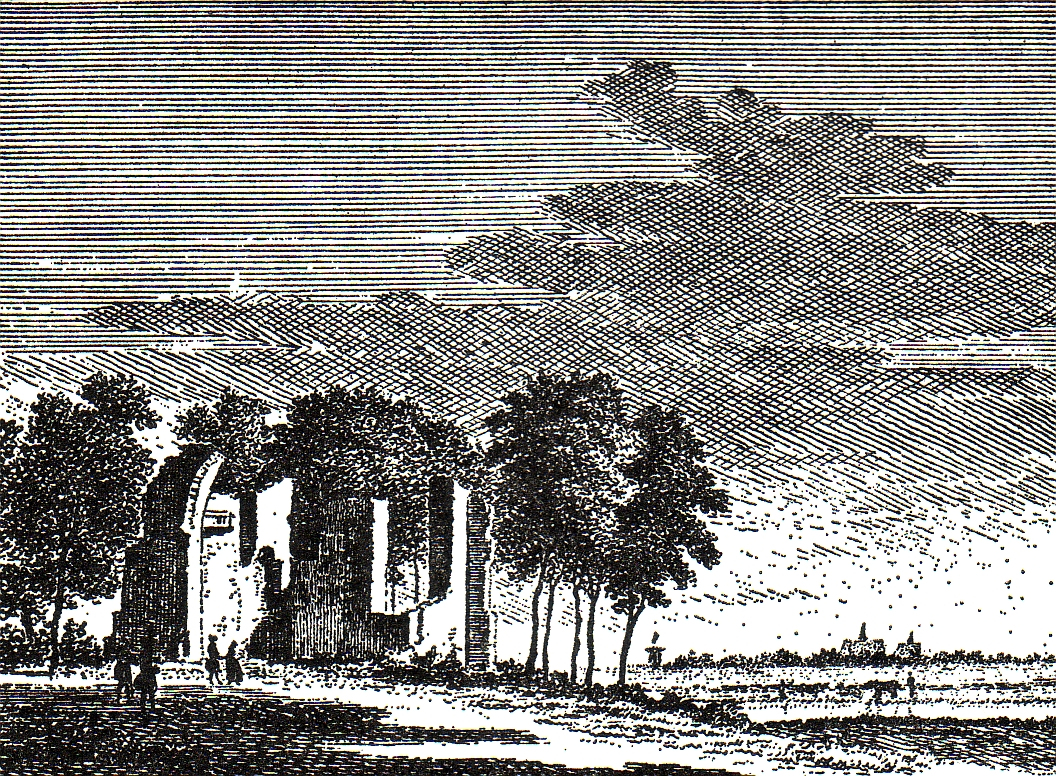
Looperskapelle 1745

Looperskapelle is een buurtschap in de gemeente Schouwen-Duiveland, in de Nederlandse provincie Zeeland. De naam heeft betrekking op een kapel van de familie Loopers. De oudste vermelding van de naam stamt uit 1324, als Lopers Capelle, hoewel het in 1280 nog werd vermeld als Capella.
De kapel werd uitgebreid tot kerk, gewijd aan Sint-Antonius. Deze kerk werd in 1590 afgebroken ten behoeve van de fortificaties van Brouwershaven. De begraafplaats is thans een cultuurhistorisch monument.
Looperskapelle was een oude heerlijkheid en een zelfstandige gemeente tot 1813, toen het met Brijdorpe en Klaaskinderkerke werd toegevoegd aan de gemeente Duivendijke. Van 1961 tot 1997 behoorde het tot de gemeente Middenschouwen.
Looperskapelle telt 1 rijksmonument.
Steden: Brouwershaven · Zierikzee

Dorpen: Bruinisse · Burgh · Dreischor · Ellemeet · Haamstede · Kerkwerve · Nieuwerkerk · Noordgouwe · Noordwelle · Oosterland · Ouwerkerk · Renesse · Scharendijke · Serooskerke · Sirjansland · Zonnemaire

Buurtschappen: Beldert · Brijdorpe · Burghsluis · Capelle · Den Osse · Elkerzee · Looperskapelle · Moriaanshoofd · Nieuw-Haamstede · Nieuwerkerke · Schuddebeurs · Westenschouwen · Zijpe

Voormalige gemeentes/plaatsen: Bloois · Bommenede · Duivendijke · Klaaskinderkerke · Rengerskerke en Zuidland · Viane

Zeeland: Steden en dorpen in Zeeland      Nederland: Provincies · Gemeenten